# Robert Kraft (astrónomo)
Robert Paul "Bob" Kraft (Seattle, 16 de junio de 1927-Santa Cruz (California), 26 de mayo de 2015) fue un astrónomo estadounidense. Realizó trabajos pioneros en los campos de las variable cefeidas, rotación estelar, novas, y en la evolución química de la Vía Láctea. Su nombre se le ha asociado a la Ruptura de Kraft: El cambio abrupto en la velocidad de rotación media de las estrellas de la secuencia principal alrededor del tipo espectral F8.
Kraft ocupó el cargo de director del Observatorio Lick (1981–1991), presidente de la Sociedad Astronómica Estadounidense (1974–1976), y presidente de la Unión Astronómica Internacional (1997–2000).

## Honores
- Premio Helen B. Warner en Astronomía (1962)
- Premio Henry Norris Russell (1995)
- Medalla Bruce (2005)[4]
- Academia Nacional de Ciencias

### Lleva su nombre
- Asteroid 3712 Kraft

## Textos adicionales
- Kraft, R. P. (2009). «An Astronomical Life Salted by Pure Chance». Annual Review of Astronomy and Astrophysics 47 (1): 1-26. Bibcode:2009ARA&A..47....1K. doi:10.1146/annurev-astro-082708-101743.

- Datos: Q591632
- Multimedia: Robert Kraft (astronomer) / Q591632